# خانه زارع
خانه زارع (زارعی) متعلق به حاج آقا علی زارعی، فرزند حاج محمد اسماعیل زارعی می باشد. این خانه مربوط به دوره قاجار است و در شیراز، مقابل امامزاده تاج الدین قریب واقع شده و این اثر در تاریخ ۴ تیر ۱۳۷۷ با شمارهٔ ثبت ۲۰۵۱ به‌عنوان یکی از آثار ملی ایران به ثبت رسیده است.